# خوان ميراندا
خوان ميراندا (بالإسبانية: Juan Miranda)‏ (19 يناير 2000 في إسبانيا - ) هو لاعب كرة قدم إسباني في مركز الظهير الأيسر. لعب مع نادي برشلونة ب، والآن يلعب مع ريال بيتيس الإسباني.

## وصلات خارجية
- خوان ميراندا على موقع الاتحاد الأوربي (الإنجليزية)
- خوان ميراندا على موقع إي إس بي إن إف سي (الإنجليزية)
- خوان ميراندا على موقع قاعدة بيانات كرة القدم.إي يو (الإنجليزية)
- خوان ميراندا على موقع Soccerbase.com (لاعب) (الإنجليزية)
- خوان ميراندا على موقع Soccerway.com (الإنجليزية)
- خوان ميراندا على موقع عالم كرة القدم.نت (الإنجليزية)
- خوان ميراندا على موقع أوليمبيديا (الإنجليزية)